# AUT.18

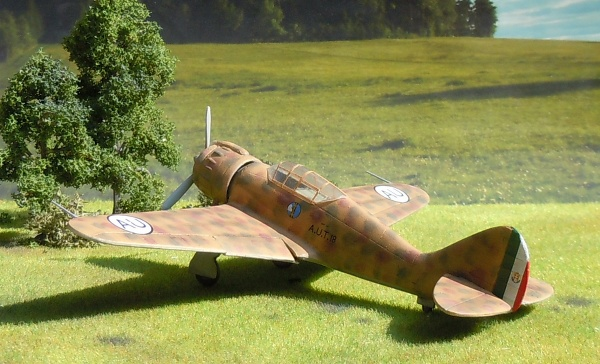

개발 업체의 명칭을 따서 아에로노티카 움브라 트로야니 AUT.18(Aeronautica Umbra Trojani AUT.18)이라는 긴 이름이 붙여졌던 AUT.18은 제2차 세계 대전이 발발하기 직전에 이탈리아의 소규모 항공기업체였던 아에로노티카 움브라(Aeronetica Umbra)에 의해 개발된 시제 전투기였다. 1935년에 이탈리이ㅣ 중부의 소도시 폴리뇨(Foligno)에 설립된 아에로노티카 움브라는 주로 사보이아-마르케티(Savoia-Marchetti) 같은 대형 업체로부터 항공기 생산물량을 하청받아 만들어내던 회사였다. 이 업체는 1934년에 북극 비행이라는 모험에 도전항 비행선을 디자인해낸 엔지니어 펠리체 트로얀니(Felice Trojani  1897~1971), 그리고 항공 엔지니어와 비행사를 겸직한 움베르토 노빌레(Umberto Nobile : 1885~1978) 대령이 이탈리아의 항공기업 마키(Macchi) 사의 투자를 받아 세워진 것으로, 공업 기반이 빈약하던 이탈리아 반도 중부에서는 꽤 큰 공장을 운영하고 있었다.
민항기와 군용기 납품을 모두 하고는 있었으나 공군이나 해군과의 계약 실적이 많던 마키 사의 영향을 받은 이들은 하청을 벗어나 독자 개발한 전투기를 이탈리아 공군에 채용시키겠다는 꿈을 품고 AUT.18이란 단엽 전투기의 설계와 시제기 제작에 도전했다.  보통 독자 개발한 항공기 명칭은 회사 명칭에 일련번호를 붙이게 마련인데, AUT.18이란 이름은 조금 달랐다. 제조사의 이니셜, 설계자 펠리체 트로얀니의 성, 그리고 일련번호 MM.363을 받은 시제기의 익면적(18m²)에서 따와 붙여진 것이다.

## 설계와 개발
1936년에 이탈리아 공군성은 다음 세대의 하늘을 책임질 육상 요격 전투기(Caccia Intercettore Terrestre) 사업의 시동을 걸었다. 이 계획은 이탈리아 항공 전력을 근대화시킬 이른바 "R 계획(Progetto R)"에서도 가장 중요한 프로그램이며 전체 사업의 견인차 역할을 할 것이므로, 이탈리아 반도의 항공 업체들이 이에 기울이는 관심과 열의는 자못 뜨거웠다. 공군의 주력 전투기 사업에는 이탈리아 국내의 크고 작은 여러 항공업체들이 도전장을 내밀었으나, 최종 심사 단계까지 이르러 시제기 제작 발주를 받은 것은 6개 업체 / 8개 기종으로 추려졌다. 공군 채용을 노리고 이 마지막 결전장까지 모여들 수 있었던 엄선된 전투기들은 다음과 같았다.
Fiat G.50 / Fiat CR.42
Caproni Vizzola F.5 / Caproni Ca.165
Macchi C.200
Reggiane Re.2000
AUSA AUT 18
IMAM Ro.51

이 8대의 시제 전투기 중에서 AUT.18은 1939년 4월 22일에 시험비행사 지오반니 로카토(Giovanni Roccato)에 의해 처음 비공식 처녀비행을 시작했다. 아에로노티카 움브라의 처녀작인 이 비행기는 1,044마력이란 고출력을 발휘하는 Fiat A.80 R.C.41 공랭 엔진을 달고 프레임부터 외피까지 모두 두랄루민으로 만든 전금속제 응력외피 구조에, 날개 안으로 접히는 착륙장치와 미륜 등, 당시 최신 설계 트렌드를 충실히 반영하고 있었다. 무장은 공군성의 요청에 따라 외측 날개에 12.7mm 브레다-SAFAT 중기관총을 각각 1정씩 2자루를 갖추고 있었다. 완성된 AUT.18은 채용을 결정할 정부의 비교 평가를 위해 귀도니아 실험비행센터(Centro Sperimentale Aeronautico di Guidonia)로 보내져 다른 많은 전투기들과 같이 다양한 테스트를 받게 되었다.

## 공식 평가
최첨단의 구조 설계와 강력한 엔진 등 갖출 것을 모두 갖춘 AUT.18이었지만, 이상하게도 실제 비행성능은 매우 실망스러웠다. 수평 비행속도는 480 km/h에 그쳐 복엽기 후보인 카프로니 Ca.165와 비슷한 수준에 그쳤고, 단엽기였던 탓에 선회성능 같은 기동성은 구식 복엽 전투기를 도저히 따라잡을 수 없었다. 반복된 테스트 결과, 이 전투기는 이도 저도 아닌 하이테크 정크와 같은 기체로 평가받고 있었고, 이대로는 도저히 경합을 계속할 수 없음이 명백해졌다.

고심 끝에 개발진들은 개량과 수정 작업을 하기 위해 1940년 2월 20일에 움브라 공장으로 되어가져왔다. 아에로노티카 움브라에서 거의 4개월에 걸쳐 이런저련 개조를 마치고 6월 21일에 다시 귀도니아로 돌아와 시험을 재개했지만, 그다지 의미있는 반전은 보이지 않았다. 이 전투기를 몬 테스트 파일럿 중 하나인 아드리아노 만텔리(Adriano Mantelli : 1913~1995) 소령이 성능이 뒤처지는 전폭기 브레다 Ba.65를 대체하기 위해 공격기의 역할을 제안하기도 했지만, 받아들여지지 않았다. MM.363호기는 1940년 11월 5일부터 공군에 인도되어 마지막 테스트가 시도되었다. 이 전투기는 수 차례에 걸친 개량으로 약간 개선되는 기미는 보였으나 그것은 다른 후보들 또한 마찬가지였다. 게다가 후보 중에서는 이미 발주가 떨어져 초기형이 생산되고 있는 기체도 있었던 것이다. 마침내 제식 채용이 거부된 AUT.18 생산 계획은 그대로 폐기되었다.

## 최후
오직 1대만 완성된 시제 전투기는 1940년 11월 5일에 공군에 인도된 후 마지막 운명이 알려지지 않고 있다.  만텔리 소령은 채용이 탈락된 후 오르비에토(Orvieto)로 기체를 몰고 가 그곳 비행장에서 수령증을 받은 후 뒷소식에 관해서는 알지 못한다고 증언했다. 혹자는 이탈리아군이 엽합군에게 항복하기 직전에 나치가 평가를 위해 독일 본국으로 옮겨갔다고도 하지만, 단지 막연한 풍문에 불과할 뿐이다. 그나마 설득력이 있는 추론에 따르면, 1944년 1월 28일에 미 육군항공대 제320폭격비행단(320th Bombardment Group) 소속 B-26 머로더 폭격기 54대가 오르비에토와 부근의 군사시설을 2차에 걸쳐 공습할 때 파괴되었을 것이라는데 무게가 실린다.

## 제원
처녀비행 : 1939년 4월 22일
생산수 : 1대
승무원 : 1명
전장 : 8.56m / 전폭 : 11.5m / 전고 : 2.88m
익면적: 18.70 m2
중량 : 2,320 kg~2,975 kg
동력 : 피아트 A.80 R.C.41 (1,044 hp) 1기
최대 속도 : 480 km/h
항속거리 : 800 km
상승한도 : 10,000 m
무장 : 12.7mm Breda-SAFAT 중기관총 2정